# Corenno Plinio
Corenno Plinio (bis 1864 einfach Corenno) ist eine Fraktion der Gemeinde Dervio in Italien direkt am Ostufer des Comer Sees. Mit Dervio gehört es zur Provinz Lecco in der Region Lombardei. Der Name geht auf Plinius den Älteren zurück.

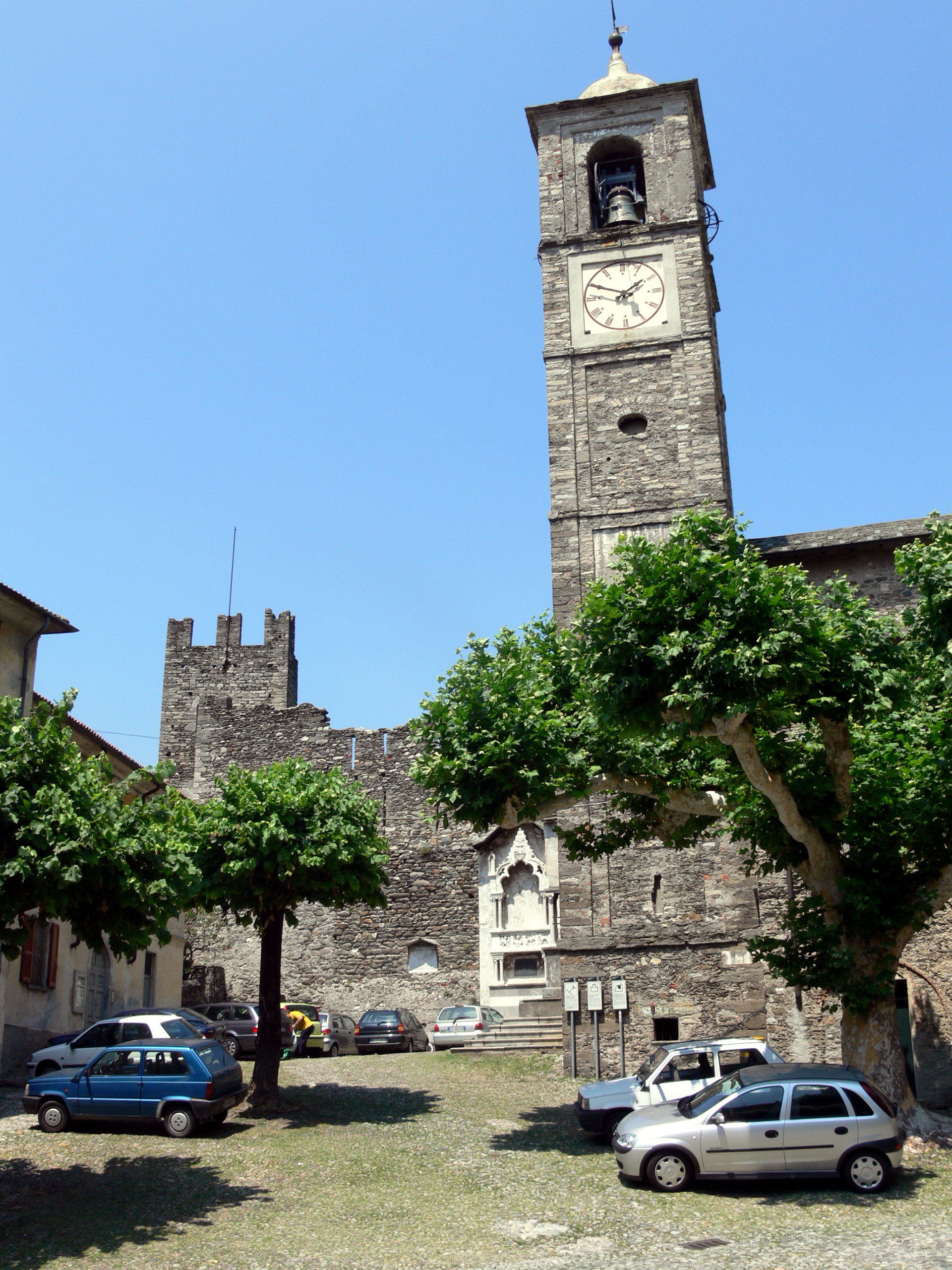
Kirche und Burg

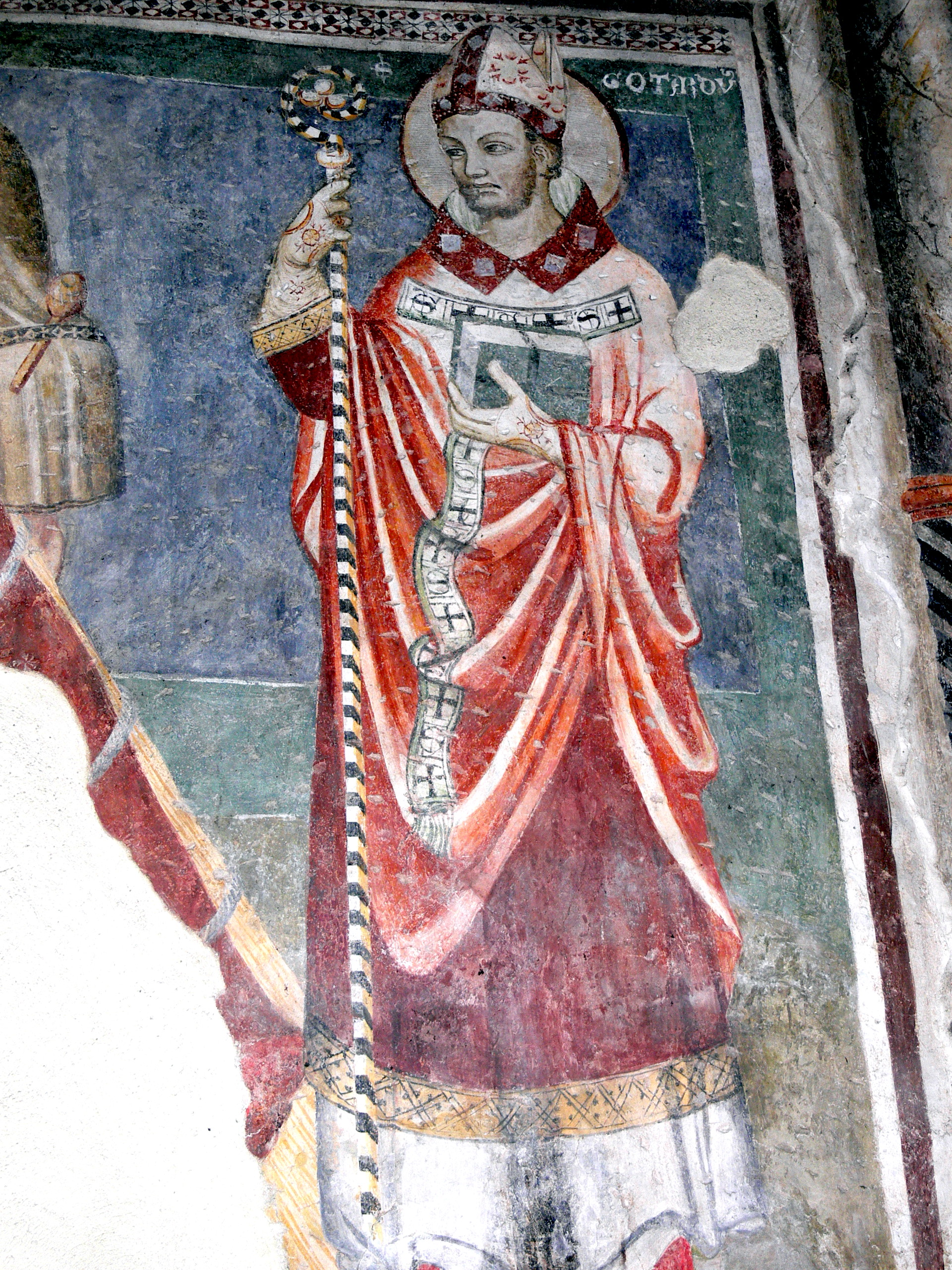
Fresko Sankt Gotthard aus dem 14. Jahrhundert

## Geographie
Der Ort liegt im nördlichen Teil der Gemeinde Dervio in einer zum Comer See abfallenden Hanglage am Fuß des Monte Legnone auf halbem Weg zum Nachbarort Dorio, etwa 12 km nordöstlich von Bellagio und 5 km von Colico.

## Geschichte
Corenno war ursprünglich Teil der Pfarrei Dervio an der Riviera di Lecco, die zur Provinz des Herzogtums Mailand gehörte.
Bei der Aufteilung der österreichischen Lombardei in Provinzen wurde Corenno 1786 der Provinz Como und 1791 zu dessen Provinz Mailand zugeteilt.
In napoleonischer Zeit (1809) wurde Corenno eine Fraktion von Dervio, erlangte aber mit der Gründung des Königreichs Lombardo-Venetien (1816) wieder die Unabhängigkeit.
Bei der Vereinigung Italiens (1861) hatte die Gemeinde 252 Einwohner. 1864 übernahm sie den heutigen Namen Corenno Plinio als offizielle Bezeichnung. 1927 kam Corenno Plinio wieder zu Dervio.

## Sehenswürdigkeiten
Die Häuser des alten Festungsdorfes mit den engen Gassen sind um Kirche und Burg gruppiert. Ihr mittelalterlicher Charakter mit den Laubengängen und Verzierungen ist weitgehend erhalten geblieben.
Die Burg von Corenno wurde im 14. Jahrhundert auf dem Gipfel der Landspitze von Corenno auf den Ruinen einer Vorgängerburg für die Grafen Andriani als Verteidigungsanlage errichtet. Sie hat zwei Türme und einen Ausgang auf die Piazza von Corenno.
Die um 1290 im Kirchenbuch erwähnte Pfarrkirche Sankt Thomas von Canterbury beherbergt Fresken aus dem 14. bis 16. Jahrhundert. Von außen hat die Kirche eine Giebelfassade mit einem profilierten Portal. Auf dem Kirchhof stehen drei Grabmonumente, die Arche degli Andreani. Vor 1820 befand sich hier der Friedhof von Corenno Plinio. Zwei befinden sich auf beiden Seiten des Portals, der dritte an der Mauer des Hauptschlosses. Das Innere der Kirche besteht aus gewölbten Jochen und einer Apside, die 1795 erweitert wurde; bei der Restaurierung im Jahr 1966 wurden zahlreiche Fresken entdeckt. Entlang des südlichen Seitenschiffs befindet sich der Heilige Bischof mit einer Aposteltheorie. In der Nähe der Apsis, umrahmt von einem geometrischen Motiv, sind der Heilige Gotthard und die Heilige Apollonia zu sehen. An der gegenüberliegenden Wand sind die Episoden des Heiligen Christophorus und des Heiligen Franziskus zu sehen, die nebeneinander die Stigmata empfangen. In der Nähe der Apsis befindet sich eine besonders detaillierte Anbetung der Heiligen Drei Könige, die sowohl in Bezug auf die Kleidung als auch auf die körperlichen Merkmale detailliert beschrieben ist. Im unteren Teil dieser Szene sind auf einer späteren Putzschicht weitere religiöse Episoden dargestellt, die teilweise fehlen, darunter die Muttergottes der Milch und der Heilige Leonhard von Nobiliacum, der Beschützer der Gefangenen. Jüngsten Studien zufolge sind alle Gemälde, mit Ausnahme der Heiligen Apollonia und Gotthard, deren Platzierung aufgrund der Plastizität der Formen und des hohen expressiven Verismus in die 1440er oder 1550er Jahre zu datieren ist, auf eine Dekorationskampagne aus der Mitte des 14. Jahrhunderts.
Auf dem alten Saumpfad, der Landverbindung zwischen den Dörfern am See, wurde der Wanderweg Sentiero del Viandante eingerichtet.